# 吕迪格·冯·德·戈尔茨

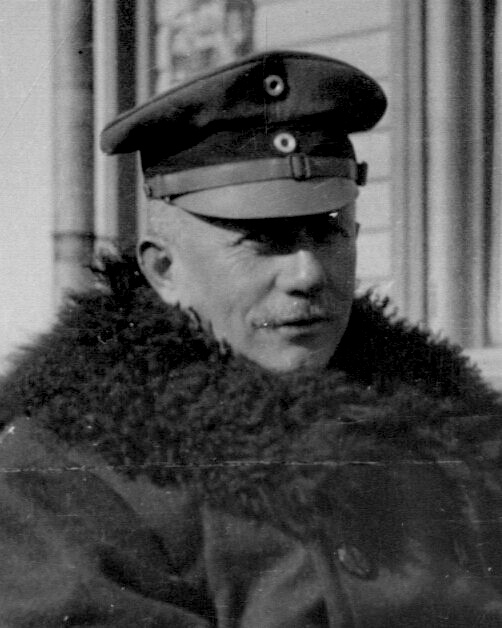
吕迪格·冯·德·戈尔茨

吕迪格·冯·德·戈尔茨（1865年12月8日—1946年11月4日）是一战期间的德国陆军将领。1918年春，他指挥波罗的海防卫军干预芬兰内战。戈尔茨在芬兰一直待到1918年12月，代表德国的利益，并在实践中以军队的身份统治着这个国家成为这一时期的独裁者。在经过1918年11月11日的停战，戈尔茨指挥的军队在1919年是俄罗斯布尔什维克及其在拉脱维亚的当地盟友，但在对爱沙尼亚的戰爭中惨败，战后最终未能成功保持德国对波罗的海地区的控制。